# Kurban Berdyev
Kourban Bekiévitch Berdyev (en turkmène : Gurban Bekiýewiç Berdiýew, en russe : Курбан Бекиевич Бердыев), né le 25 août 1952 à Achgabat, est un footballeur et entraîneur soviétique puis turkméno-russe ayant évolué au poste de milieu de terrain entre 1971 et 1985 avant de se reconvertir comme entraîneur.
Il entraîne notamment le Rubin Kazan entre 2001 et 2013 puis entre 2017 et 2019, y remportant le championnat de Russie en 2008 et en 2009.

## Biographie

### Carrière de joueur
Natif d'Achgabat en RSS du Turkménistan, c'est dans cette ville qu'il effectue sa formation dans l'équipe locale du Stroïtel. Il y fait ses débuts en équipe première lors de la saison 1971 alors que le club évolue en deuxième division soviétique, jouant quatre rencontres à l'âge de 19 ans. Les années suivantes le voit s'imposer comme titulaire régulier au sein de l'équipe, disputant un total de 140 matchs entre 1971 et 1976 pour seize buts inscrits, dont une dizaine pour la seule année 1976. Ses performances lui permettent ainsi d'être transféré en première division au Kaïrat Alma-Ata en 1977 pour la saison 1977. Il n'y reste cependant qu'une année avant de retourner à Achgabat dès l'année suivante.
Berdyev quitte finalement le club de manière définitive en 1979 en rejoignant le SKA Rostov où il dispute une première saison pleine le voyant jouer une trentaine de match avant d'être par la suite inutilisé lors de la saison 1980. Il rallie par la suite l'autre club de Rostov, le Rostselmach en troisième division, où il dispute la première moitié de saison 1981. Il effectue son retour au Kaïrat Alma-Ata à l'été de cette dernière année et y évolue pendant quatre années, incluant quatre saisons en première division, pour un total de 151 matchs joués et 30 buts marqués, dont treize inscrits lors de la saison 1983 qui voit le club remporter le championnat de deuxième division. Il met finalement un terme à sa carrière en 1985, à l'âge de 33 ans.

### Carrière d'entraîneur
Le 18 décembre 2014, il est nommé entraîneur du club russe du FK Rostov en remplacement de Igor Gamula.
Il effectue son retour au Rubin Kazan au mois de juin 2017, mais après deux saisons décevantes qui voient le club stagner en milieu voire bas de classement, Berdyev quitte son poste à l'issue de la saison 2018-2019.

## Statistiques

### Statistiques de joueur
| Saison                | Club                  | Championnat           | Championnat | Championnat | Coupe(s) nationale(s) | Coupe(s) nationale(s) | Total | Total |
| Saison                | Club                  | Division              | M.          | B.          | M.                    | B.                    | M.    | B.    |
| 1971                  | Stroïtel Achgabat     | D2                    | 4           | 0           | -                     | -                     | 4     | 0     |
| 1972                  | Stroïtel Achgabat     | D2                    | 26          | 1           | 2                     | 0                     | 28    | 1     |
| 1973                  | Stroïtel Achgabat     | D2                    | 32          | 3           | 2                     | 0                     | 34    | 3     |
| 1974                  | Stroïtel Achgabat     | D2                    | 34          | 2           | 2                     | 0                     | 36    | 2     |
| 1975                  | Stroïtel Achgabat     | D3                    | -           | -           | -                     | -                     | 0     | 0     |
| 1976                  | Kolkhozitch Achgabat  | D2                    | 38          | 10          | -                     | -                     | 38    | 10    |
| Sous-total            | Sous-total            | Sous-total            | 134         | 16          | 6                     | 0                     | 140   | 16    |
| 1977                  | Kaïrat Alma-Ata       | D1                    | 20          | 5           | 1                     | 0                     | 21    | 5     |
| 1978                  | Kolkhozitch Achgabat  | D2                    | 38          | 3           | 2                     | 0                     | 40    | 3     |
| 1979                  | SKA Rostov            | D1                    | 30          | 3           | 4                     | 0                     | 34    | 3     |
| 1980                  | SKA Rostov            | D1                    | 5           | 0           | 5                     | 1                     | 10    | 1     |
| 1981                  | Rostselmach Rostov    | D3                    | 10          | 4           | -                     | -                     | 10    | 4     |
| Sous-total            | Sous-total            | Sous-total            | 103         | 15          | 12                    | 1                     | 115   | 16    |
| 1981                  | Kaïrat Alma-Ata       | D1                    | 24          | 3           | 5                     | 0                     | 29    | 3     |
| 1982                  | Kaïrat Alma-Ata       | D1                    | 31          | 9           | 3                     | 1                     | 34    | 10    |
| 1983                  | Kaïrat Alma-Ata       | D2                    | 39          | 13          | -                     | -                     | 39    | 13    |
| 1984                  | Kaïrat Alma-Ata       | D1                    | 34          | 3           | 3                     | 1                     | 37    | 4     |
| 1985                  | Kaïrat Alma-Ata       | D1                    | 11          | 0           | 1                     | 0                     | 12    | 0     |
| 1993                  | Kaïrat Almaty         | D1                    | 1           | 0           | -                     | -                     | 1     | 0     |
| Sous-total            | Sous-total            | Sous-total            | 140         | 28          | 12                    | 2                     | 152   | 30    |
| Total sur la carrière | Total sur la carrière | Total sur la carrière | 377         | 59          | 30                    | 3                     | 407   | 62    |

### Statistiques d'entraîneur
| Khimik Djamboul     | 1er janvier 1986 | 30 juin 1989     | 134 | 71  | 18  | 45  | 53,0 |
| Gençlerbirliği SK   | 1er juillet 1993 | 29 décembre 1993 | 16  | 7   | 3   | 6   | 43,4 |
| Kaïrat Almaty       | 1er avril 1994   | 31 décembre 1995 | 63  | 23  | 10  | 30  | 36,5 |
| Kaspiy Aqtaw        | 1er janvier 1996 | 31 décembre 1996 | 42  | 24  | 10  | 8   | 57,1 |
| Nisa Achgabat       | 1998             | 1999             | 39  | 26  | 7   | 6   | 66,7 |
| Turkménistan        | 1999             | 1999             | 3   | 0   | 1   | 2   | 0,0  |
| Kristall Smolensk   | 15 mai 2000      | 30 juin 2001     | 11  | 6   | 2   | 3   | 49,0 |
| Rubin Kazan         | 4 août 2001      | 20 décembre 2013 | 485 | 228 | 126 | 131 | 47,0 |
| FK Rostov           | 18 décembre 2014 | 6 août 2016      | 47  | 27  | 9   | 11  | 57,4 |
| Rubin Kazan         | 9 juin 2017      | 5 juin 2019      | 66  | 19  | 26  | 21  | 28,8 |
| Kaïrat Almaty       | 24 août 2021     | 8 juin 2022      | 32  | 14  | 8   | 10  | 43,8 |
| Tractor SC          | 19 juin 2022     | 24 novembre 2022 | 11  | 4   | 3   | 4   | 36,4 |
| FK Sotchi           | 27 novembre 2022 | 10 avril 2023    | 5   | 2   | 0   | 3   | 40,0 |
| Dinamo Makhatchkala | 9 juillet 2023   | 1er février 2024 | 21  | 11  | 4   | 6   | 52,4 |
| Total               | Total            | Total            | 975 | 462 | 227 | 286 | 47,4 |

## Palmarès

### Palmarès de joueur
Kaïrat Almaty
- Champion d'Union soviétique de deuxième division en 1983.

### Palmarès d'entraîneur
Nisa Achgabat
- Vainqueur de la Coupe du Turkménistan en 1998.
- Vainqueur du Championnat du Turkménistan en 1999.

 Rubin Kazan
- Championnat de Russie en 2008 et 2009.
- Vainqueur de la Coupe de Russie en 2012.
- Vainqueur de la Coupe de la CEI en 2010.
- Vainqueur de la Supercoupe de Russie en 2010 et 2012.
- Champion de Russie de deuxième division en 2002.

 FK Rostov
- Vice-champion de Russie en 2016.

 Kaïrat Almaty
- Vainqueur de la Coupe du Kazakhstan en 2021.

### Distinctions personnelles
- Entraîneur de l'année du Championnat de Russie de football 2009[3]